# ویلیام رولی
ویلیام رولی (انگلیسی: William Rowley؛ ۱۶۹۰ – ۱۷۶۸ (۷۷−۷۸ سال)) افسر نیروی دریایی پادشاهی بریتانیا بود. او با عزم راسخ خود به عنوان فرمانده پیشتاز در نبرد تولون در فوریه ۱۷۴۴ در طول جنگ جانشینی اتریش، خود را متمایز کرد. او در اوت ۱۷۴۴ به عنوان فرمانده کل ناوگان مدیترانه منصوب شد و با موفقیت ناوگان اسپانیا و فرانسه را از منطقه مدیترانه دور نگه داشت، اما پس از انتقاد از تصمیمش به عنوان افسر رئیس در دادگاه نظامی، از فرماندهی برکنار شد.
رولی بعداً به عنوان کمیسر عالی دریاسالاری در هیئت دریاسالاری منصوب شد. او نماینده پارلمان از تاونتون و سپس از پورتسموث بود.